# Rodenbach (Hesse)
Rodenbach é um município da Alemanha, situado no distrito de Main-Kinzig, no estado de Hesse. Tem 16,73 km² de área, e sua população em 2019 foi estimada em 11.197 habitantes.